# Tor

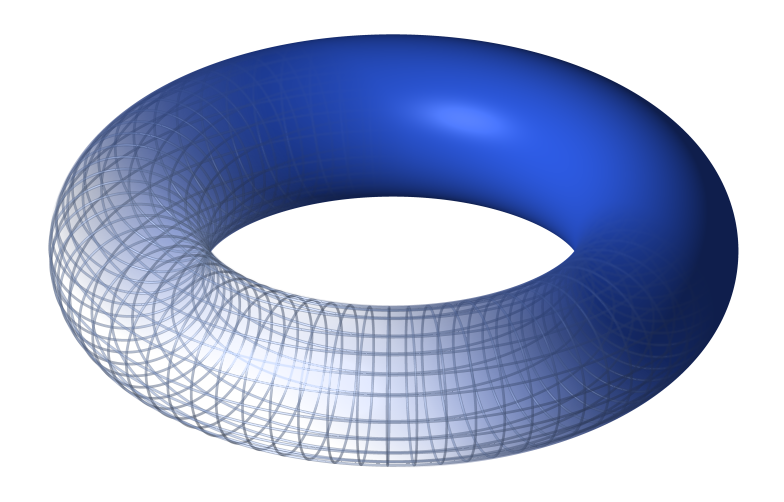
Un tor

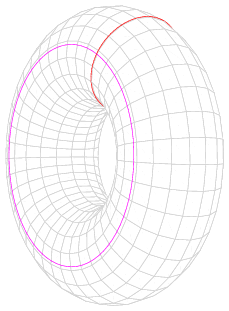
Un tor produs de două cercuri.

În geometrie, torul este o suprafață generată de rotația unui cerc în spațiul tridimensional în jurul unei axe din planul său, axă care nu taie cercul (R > r). Tot „tor” se numesc și corpurile delimitate de astfel de suprafațe (în vorbirea colocvială forma se numește „inel”).
Parametric un tor este definit astfel:
{\displaystyle x(u,v)=(R+r\cos {v})\cos {u}\,}
{\displaystyle y(u,v)=(R+r\cos {v})\sin {u}\,}
{\displaystyle z(u,v)=r\sin {v}\,}
unde 
u, v ∈ [0, 2π],
R este distanța de la centrul cercului generator la axă (centrul torului)
r este raza cercului generator
Torul a fost considerat pentru prima oară de Arhitas din Tarent.
Ecuația torului
{\displaystyle (x^{2}+y^{2}+z^{2}+R^{2}-r^{2})^{2}-4R^{2}(x^{2}+y^{2})=0\,\!}
Aria torului
{\displaystyle A=4\pi ^{2}Rr=\left(2\pi r\right)\left(2\pi R\right)\,}
Volumul corpului mărginit de tor
{\displaystyle V=2\pi ^{2}Rr^{2}=\left(\pi r^{2}\right)\left(2\pi R\right)\,}